# 獵犬座Y
La Superba，即獵犬座Y（Y CVn, Y Canum Venaticorum），是一顆位於獵犬座的恆星，因為外表極為偏紅色而聞名。

## 恆星狀態
獵犬座Y是一顆在視星等+4.8到+6.3之間變化的半規則變星，週期267.8日。它是目前已知恆星中色澤最偏紅色的恆星之一，也是光度最高的其中一顆紅巨星碳星。獵犬座Y是夜空中光度最高的光譜 J 型碳星，這一型的碳星相當罕見，含有大量的碳-13同位素。19世紀的天文學家安吉洛·西奇對它的美麗印象深刻，因此將該恆星視同亮星給與固有名稱。
獵犬座Y的表面溫度是2800 K，是目前已知溫度最低的核融合體之一。它因為大部分的電磁輻射不在可見光範圍內，難以被肉眼觀察。如果將紅外線輻射算入，它的光度是太陽的4400倍，半徑大約是2天文單位，超過火星軌道。

## 外觀
為了解釋它明顯的紅色，就必須要知道中等體積的恆星當結束了核心從氫到氦的核融合以後，就會開始進行3氦過程將核心中的氦變成碳。在這個被稱為紅巨星的階段中，恆星外層會膨脹與冷卻，造成恆星發射的輻射波長向可見光譜中的紅色移動。在恆星演化的末期階段，核融合的產物會以對流方式從核心向外流出，造成恆星外層大氣層有大量的碳，並形成一氧化碳等碳化合物。這些分子傾向於吸收較短波長的電磁輻射，造成恆星的藍色和紫外線光譜強度遠低於尋常的紅巨星，使恆星外觀極為偏紅。

## 狀態
獵犬座Y很可能位於將二次核融合燃料（氦）熔合成碳的最後階段，並且它的質量流失率大約是太陽風的100萬倍。該恆星之前噴發出的物質外殼半徑達到了2.5光年，這表示在一個特定時間它的質量流失率必須是現在的50倍。獵犬座Y已經幾乎到達了將外層完全噴發形成行星狀星雲，留下的核心形成白矮星的階段。

## 外部連結
- North Central Kansas Astronomical Society
- Deepsky Top-100 (11): Y cnv (La Superba)（页面存档备份，存于）
- La Superba（页面存档备份，存于）